# جون تورو ريندون
جون جايرو تورو ريندون (مواليد 4 أبريل 1958) هو حكم كرة قدم كولومبي متقاعد. يُعرف لكونه حكم مباراة واحدة في كأس العالم 1998 في فرنسا، كانت مباراة المجموعة الثالثة بين الدنمارك وجنوب أفريقيا، حيث أعطى سبع بطاقات صفر وثلاثة حمراء. كان حكماً في كأس العالم للسيدات 1991.